# 21 Virginis
21 Virginis (q Virginis) é uma estrela na direção da Virgo. Possui uma ascensão reta de 12h 33m 46.80s e uma declinação de −09° 27′ 07.5″. Sua magnitude aparente é igual a 5.48. Considerando sua distância de 261 anos-luz em relação à Terra, sua magnitude absoluta é igual a 0.96. Pertence à classe espectral A0V.